# Мария Комнина (дъщеря на Йоан II Комнин)
Вижте пояснителната страница за други личности с името Мария Комнина.
Мария Комнина (на средногръцки: Μαρία Κομνηνή) е византийска принцеса от XII век, най-голяма дъщеря на император Йоан II Комнин. Близначка е на престолонаследника Алексий Комнин.

## Биография
Мария Комнина е най-голямата дъщеря на император Йоан II Комнин и съпругата му Ирина. Родена е в края на 1106 или началото на 1107 година във Валовища. Византийската писателка Анна Комнина пише, че докато император Алексий I Комнин пътувал към Солун, в град Валависта (Βαλαβίστα) се родил първородният син на багреноридния Йоан, а заедно с него и едно малко момиче. Императорът пътува за Солун за празника на Свети Димитрий 25 януари, след балканската си кампания, датирана в края на 1106 – началото на 1107 година.
Йоан Кинам споменава, че Мария Комнина Порфирогенита е омъжена за Йоан Рогерий Даласин († сл. 1152) – далечен роднина на Комните от нормански произход. Това се случило около 1121 г. По този случай императорът удостоил зет си с титлата Паниперсеваст, а след смъртта на кесаря Никифор Вриений (†1137/38), Йоан получил от императора и титлата Кесар. В една поема се съобщава, че „Даласин“ инкрустирал една икона на Богородица с бижута „от своята съпруга, от багренородната кира Мария Комнина“, която била „слава за короната на своя дядо, на своя баща и на своя брат“.
След смъртта на император Йоан II Комнин съпругът на Мария организирал заговор за завземането на властта. Лоялна на брат си, Мария издала заговора, което станало причина съпругът ѝ да бъде арестуван и изгонен от столицата. По-късно той е реабилитиран и му е позволено да се завърне в Константинопол.
Йоан Кинам говори за тежката болест на Мария Комнина, от която тя умира малко преди първия поход на император Мануил I срещу султан Масуд I, датиран около 1144 – 1145 г. В една поема за това се казва, че Даласин оплакал смъртта на „багренородната си съпруга Мария“.
Мария Комнина и Йоан Рогерий Даласин († сл. 1152) имат четири деца:
- Андроник Комнин († 1191), женен за Ирина Дукина[11]
- Алексий († сл. септември 1191);[12]
- Анна Комнина[13]
- Теодора Комнина († сл. 1166).[12]